# Manfred Banaschak

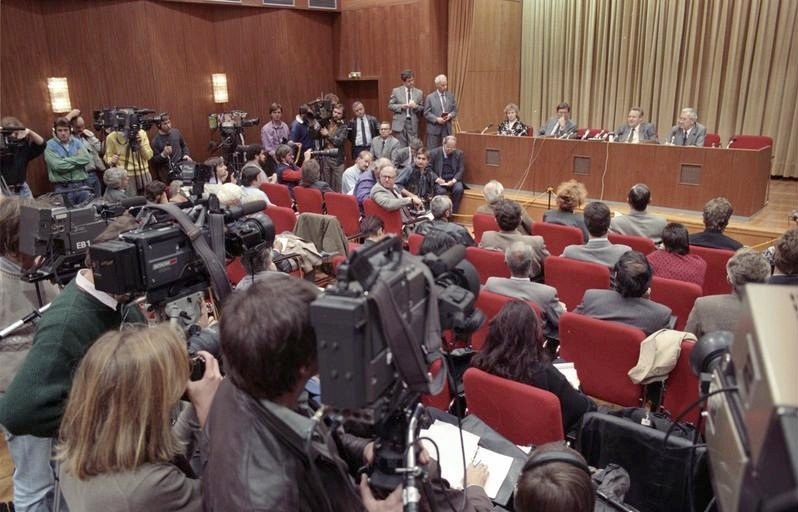
Pressekonferenz während der 10. Tagung des ZK nach dem XI. Parteitag am 9. November 1989, auf dem Podium (v.l.n.r.:) Labs, Banaschak, Schabowski, Beil.

Manfred Banaschak (* 14. September 1929 in Berlin) ist ein deutscher ehemaliger Funktionär der SED, Hochschullehrer und Journalist in der DDR.
Er war Mitglied des Zentralkomitees der SED, Chefredakteur der SED-Zeitschrift Einheit und Professor an der Deutschen Akademie für Staats- und Rechtswissenschaften (DASR) in Potsdam.

## Leben
Banaschak, Sohn eines Spediteurs, besuchte die Oberschule und erwarb 1948 das Abitur. Sein Vater trat später in den Diplomatischen Dienst der DDR ein und war zeitweise Handelsrat der DDR-Botschaften in Warschau und Moskau. 1945 trat Banaschak in die KPD ein und wurde 1946 nach der Zwangsvereinigung von SPD und KPD in der sowjetisch besetzten Zone SED-Mitglied. 1948/49 war er Praktikant im Verband deutscher Konsumgenossenschaften in Berlin und studierte dann bis 1952 an der wirtschaftswissenschaftlichen Fakultät der Humboldt-Universität Berlin (HU) und erwarb das Diplom als Wirtschaftswissenschaftler.
1951/52 war Banaschak Hilfsassistent mit ehrenamtlicher Lehrbeauftragung an der HU und Mitglied des Fakultätsvorstandes der FDJ. Im September 1951 begann er als Redakteur für Wirtschaft seine bis 1989 andauernde Mitarbeit bei der SED-Zeitschrift Einheit. 1953/54 war er zusätzlich Lehrbeauftragter und Mitarbeiter in der Wirtschaftskommission des Politbüros des Zentralkomitees der SED.
1960 bis 1964 war Banaschak Ressortleiter für Wirtschaft bei der Zeitschrift Einheit und wurde dann stellvertretender Chefredakteur im Rang eines stellvertretenden Abteilungsleiters des Zentralkomitees der SED. Ab 1964 war er auch Hochschullehrer an der DASR und wurde dort 1963 mit einer Arbeit über „Organisation und Methoden staatsmonopolistischer Machtausübung in der Bundesrepublik Deutschland“ promoviert. 1968 wurde er habilitiert und war von 1969 bis 1990 Honorarprofessor der Hochschule.
Von Mai 1972 bis November 1989 war Banaschak – als Nachfolger von Hans Schaul – Chefredakteur der Zeitschrift Einheit. 1981 wurde er Oberstleutnant der Reserve der Nationalen Volksarmee und Mitglied einer Kommission des Politbüros. Von 1986 bis 1989 war er Mitglied des Zentralkomitees der SED. Im September 1989 wurde er zum Ehrendoktor der Akademie für Gesellschaftswissenschaften beim ZK der SED ernannt.
Banaschak war Teilnehmer der Pressekonferenz am Abend des 9. November 1989, in der Günter Schabowski im Zusammenhang mit der 10. Tagung des Zentralkomitees nach dem XI. Parteitag der SED eine neue Regelung für Reisen ins westliche Ausland für DDR-Bürger verkündete. Auf die Reporterfrage, wann diese Regelung in Kraft trete, antwortete er, nach einem gescheiterten Blickkontakt mit Banaschak, nach seiner Kenntnis „sofort, unverzüglich“. Diese Aussage löste noch am selben Abend einen Massenansturm von DDR-Bürgern auf die Grenze zu West-Berlin aus, sodass die überforderten DDR-Grenzer nach wenigen Stunden die Mauer ungeplant öffneten.
Nach dem Ende der DDR wurde die Zeitschrift Einheit im Herbst 1989 eingestellt. Banaschak ging Anfang 1990 in den Vorruhestand.

## Ehrungen in der DDR
- 1965 Vaterländischer Verdienstorden in Bronze
- 1969 Vaterländischer Verdienstorden in Silber
- 1971 Banner der Arbeit
- 1976 Vaterländischer Verdienstorden in Gold
- 1979 Ehrenspange zum Vaterländischen Verdienstorden in Gold
- 1989 Karl-Marx-Orden

## Schriften
- Manfred Banaschak: Die Macht der Verbände. Organisation und Methode staatsmonopolistischer Machtausübung und Massenverführung. Berlin 1964, DNB 450225062.
- Manfred Banaschak, Jörg Vorholzer: Mensch und Macht. Der Mensch in den entgegengesetzten Gesellschaftssystemen unserer Zeit. Berlin 1969, DNB 572124694.